# René Jouveau
René Jouveau (* 1906 in Arles; † 1997 in Aix-en-Provence) war ein französischer Schriftsteller, Romanist und Provenzalist.

## Leben und Werk
René Jouveau war der Sohn von Marius Jouveau, eines langjährigen Vorsitzenden des Félibrige. Er wurde Gymnasiallehrer für Italienisch und stellte wie der Vater sein Leben in den Dienst des Provenzalischen. Ab 1943 war er Majoral (Akademiemitglied) des Félibrige, von 1971 bis 1982 Capoulié (Vorsitzender). 1974 erhielt er den Grand Prix littéraire de Provence. Er war Mitglied zahlreicher Akademien und der Ehrenlegion (1982).

Jouveau schrieb die Geschichte des Félibrige in vier Bänden.

## Werke (Auswahl)
- Histoire du félibrige, 4 Bde., 1970–1987
  - 1854–1876, Aix 1984
  - 1876–1914, Nîmes 1970
  - 1914–1941, Nîmes 1977
  - 1941–1982,  Aix-en-Provence 1987
- D'amour e de lagno. Conte ancian e nouvèu, Nîmes 1981
- (mit Charles Rostaing) Précis de littérature provençale, Saint Rémy de Provence 1972, Marseille 1987
- (Hrsg. mit Pierrette Berengier)  Frédéric Mistral, Écrits politiques,  Marseille 1987